# Oedemera kantneri
Oedemera kantneri es una especie de coleóptero de la familia Oedemeridae.

## Distribución geográfica
Habita en Siria.